# 香蕉糕

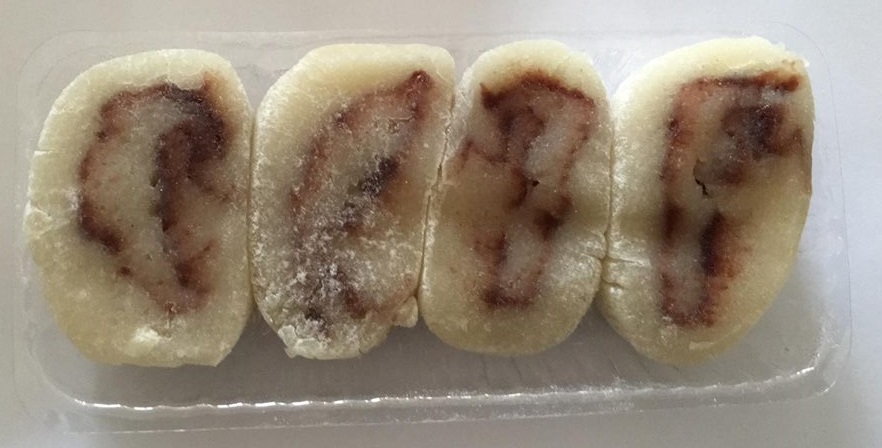
小豆餡の入った香蕉糕

香蕉糕（こうしょうこう）、バナナロール、あるいはバナナケーキとは、香港で一般的に見られる中国のペイストリー。中国国外の中華街でも時折見られる。生地は柔らかく、もち米から作られる。材料は地域によって様々である。それぞれの香蕉糕はバナナオイル風味の円筒形または平坦な形状をした物体で、成人の人差し指より少し大きいことから、バナナに似ている。シナモンの渦巻き状の餡を入れることもあれば、完熟バナナを細かく刻んだ餡を詰めることもある。時折、より伝統的な小豆餡を入れることもある。